# Artabotrys lowianus
Artabotrys lowianus este o specie de plante angiosperme din genul Artabotrys, familia Annonaceae, descrisă de Benedetto Scortechini și George King. Conform Catalogue of Life specia Artabotrys lowianus nu are subspecii cunoscute.